# Parandrita aenea
Parandrita aenea är en skalbaggsart som först beskrevs av Sharp 1885.  Parandrita aenea ingår i släktet Parandrita och familjen ritsplattbaggar. Inga underarter finns listade i Catalogue of Life.